# Matthias Mander
Matthias Mander (* 2. August 1933 in Graz, bürgerlich Harald Mandl) ist ein österreichischer Schriftsteller.

## Leben
Matthias Mander maturierte an der Bundeshandelsakademie in Graz. Er war  Manager und Systemplaner und seit 1962 freier Mitarbeiter des Österreichischen Rundfunks in der Abteilung Literatur des Studio Steiermark. Außerdem arbeitet er als Lektor an der Wirtschaftsuniversität Wien und an der Universität Innsbruck. Derzeit lebt er in Gerasdorf in Niederösterreich.

## Auszeichnungen
- 1963 Jugendkulturwoche Innsbruck für Literatur 1. Preis
- 1964 Peter-Rosegger-Förderungspreis
- 1979 Anton-Wildgans-Preis der Österreichischen Industrie für Literatur
- 1980 Literaturpreis der Girozentrale Wien
- 1989 Literaturpreis des Landes Steiermark
- 1991 Würdigungspreis des Landes Niederösterreich für Literatur
- 1995 Stefan-Andres-Preis der Stadt Schweich für Literatur deutscher Sprache
- 1996 Goldenes Verdienstzeichen der Stadt Wien

## Publikationen
- Summa Bachzelt und andere Erzählungen. Schöne Literatur, Paulus, Recklinghausen 1966.
- Der Kasuar. Styria, Graz 1979, ISBN 3-222-11213-4.
- Das Tuch der Geiger. Erzählungen, Styria, Graz 1980, ISBN 3-222-11307-6, Ullstein, Frankfurt am Main 1983, ISBN 3-548-26091-8.
- Wüstungen. Roman, Styria, Graz 1985, ISBN 3-222-11639-3.
- Der Sog. Roman, Styria, Graz 1989, ISBN 3-222-11914-7.
- Cilia oder der Irrgast. Roman, Styria, Graz 1993, ISBN 3-222-12209-1.
- Garanas oder Die Litanei. Czernin Verlag, Wien 2002.
- Der Brückenfall oder das Drehherz. Roman, Czernin, Wien 2005, ISBN 3-7076-0060-2.
- Die Holschuld oder Garanaser Filamente. Erzählende Literatur, Czernin, Wien 2012, ISBN 978-3-7076-0429-0.